# Skržuti
Skržuti (cyr. Скржути) – wieś w Serbii, w okręgu zlatiborskim, w mieście Užice. W 2011 roku liczyła 551 mieszkańców.